# Viaduc de Salsignac
Le Viaduc de Salsignac, construit en courbe, se trouve sur la ligne de Bort-les-Orgues à Neussargues. Sur la commune d'Antignac, il est au nord du hameau de Salsignac sur un coteau de la vallée de la Sumène, environné par le bois de Compié, dans le département du Cantal, en France.

## Situation ferroviaire
Établi à 578 mètres d'altitude, le viaduc de Salsignac est situé au point kilométrique (PK) 465,618 de la ligne de Bort-les-Orgues à Neussargues, entre la gare fermée d'Antignac - Vebret et la gare fermée de Saint-Étienne-de-Chomeil - Menet, plus précisément entre le tunnel du Châtelet et le tunnel du Tavelas.

## Histoire
Le principe de la création de la ligne de Bort-les-Orgues à Neussargues a été arrêté en 1892, a permis de désenclaver les petites villes commerçantes du nord du département du Cantal, au pays des marchands de toile, mais sa construction a été longue. En raison d'un parcours très accidenté dans la partie traversant le Cézallier, il a fallu construire cinq viaducs proches les uns des autres: viaduc de Salsignac, viaduc de Barajol, viaduc de Chassagny, viaduc de Lugarde et viaduc de Saint-Saturnin. Les conditions climatiques, difficiles en hiver, empêchèrent le développement d’un véritable trafic. Jusqu'aux années 1980, la ligne de chemin de fer fut utilisée pour monter des troupeaux vers les estives. Le train a ainsi convoyé jusqu'à 10 000 têtes de bétail par été. 
La ligne a été fermée au service des voyageurs le 26 mai 1990 et au trafic des marchandises le 31 août 1991. Le train touristique Gentiane express a utilisé cette portion de ligne aujourd'hui réduite au tronçon entre la gare de Riom-ès-Montagnes et la gare de Lugarde - Marchastel.

## Caractéristiques
Maçonné en pierre trachyte de Menet, dont les carrières sont proches, c'est un pont courbe en arc en plein cintre de 14 arches avec une portée d'arc de 10 m d'une longueur totale de 189,41 mètres et d'une hauteur maximale de 24 mètres,. 